# شکار هوایی

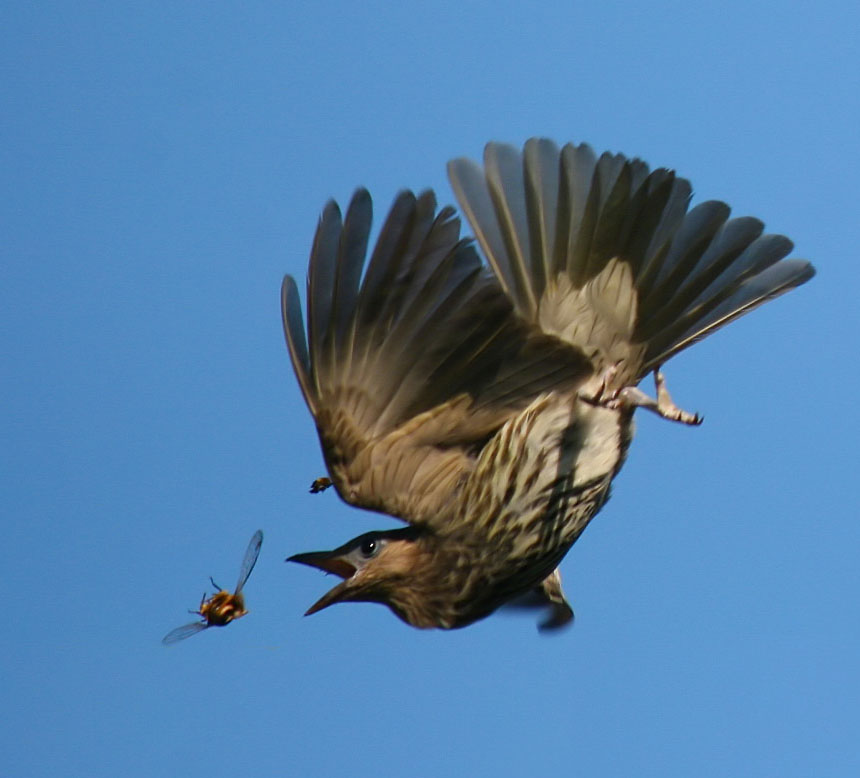
مرغ‌انجیر استرالیایی، در حال گرفتن یک سوسک در پرواز

شکار هوایی (به انگلیسی: Hawking)، یک راهبرد تغذیه برای پرندگان است که شامل گرفتن حشرات پروازکننده در هوا می‌شود. این اصطلاح معمولاً به تکنیکی گفته می‌شود که از یک سو برای ربودن یک حشره و سپس بازگشت به همان سو یا نشیمنگاه دیگر به کار می‌رود، اگرچه این اصطلاح در مورد پرندگانی که تقریباً تمام عمر خود را روی بال می‌گذرانند نیز صدق می‌کند. این تکنیک «مگس‌گیری» (Flycatching) نامیده می‌شود و برخی از پرندگان شناخته‌شده، چند خانواده «مگس‌گیر» هستند: مگس‌گیرهای جهان قدیم، مگس مگس‌گیرهای شهریار و ژیان‌مرغ‌ها. پرندگان دیگر مانند بادخورک‌ها، پرستوها و شبگردها نیز حشرات را در تغذیه هوایی مداوم بر روی بال می‌گیرند. واژهٔ انگلیسی «شکار هوایی» یعنی Hawking از شباهت این رفتار به نحوه شکار بازها در هنگام پرواز گرفته شده‌است، اگرچه، در حالی که شکارچیان ممکن است با پاهای خود طعمه را بگیرند، شکار هوایی رفتار صید حشرات در نوک است. بسیاری از پرندگان یک راهبرد ترکیبی از شکار هوایی حشرات و برداشت آن‌ها از شاخ و برگ دارند.

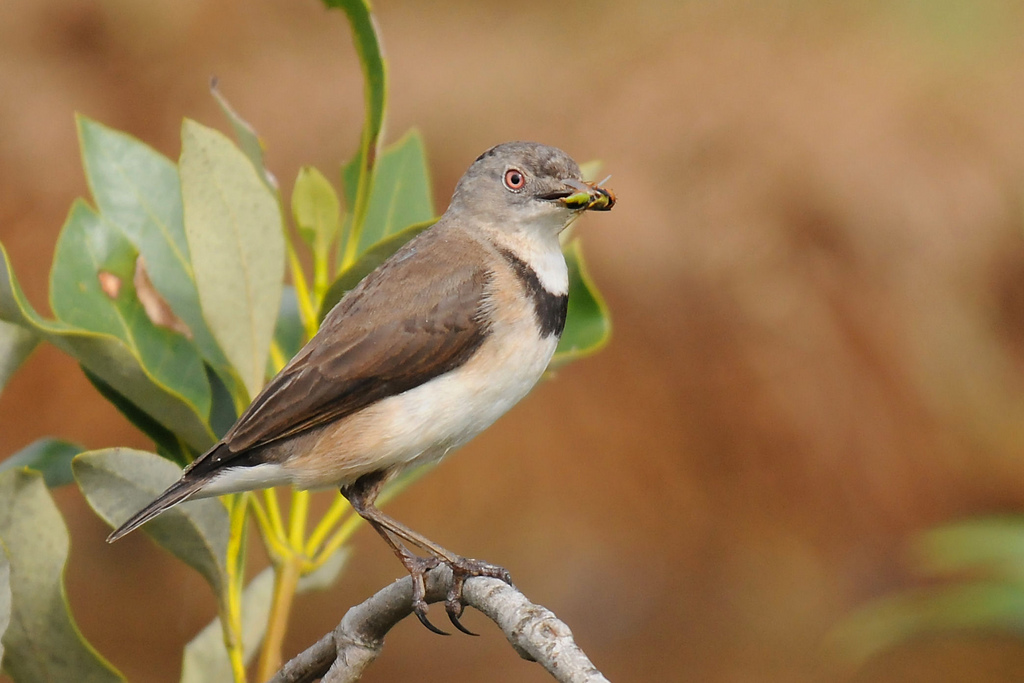
چک پیشانی‌سفید، برگشته به نشستنگاه با حشرات گرفته‌شده در حالت پرواز

سه راهبرد اصلی که در ارتباط به شکار هوایی وجود دارد عبارتند از:
- مگس‌گیری
- تغذیه پروازی پایدار
- تغذیه فرصت‌طلبانه

## سازگاری‌های فیزیکی
شکار هوایی حشرات، مانند هر راهبرد تغذیه‌ای، باید تغذیه کافی برای پرنده فراهم کنند تا انرژی مصرف کند. راهبردها و فنون برای تغذیه از حشرات موجود در هوا به‌طور جدایی‌ناپذیری با سازگاری و سبک زندگی پرندگانی که آن‌ها را به کار می‌گیرند مرتبط است.

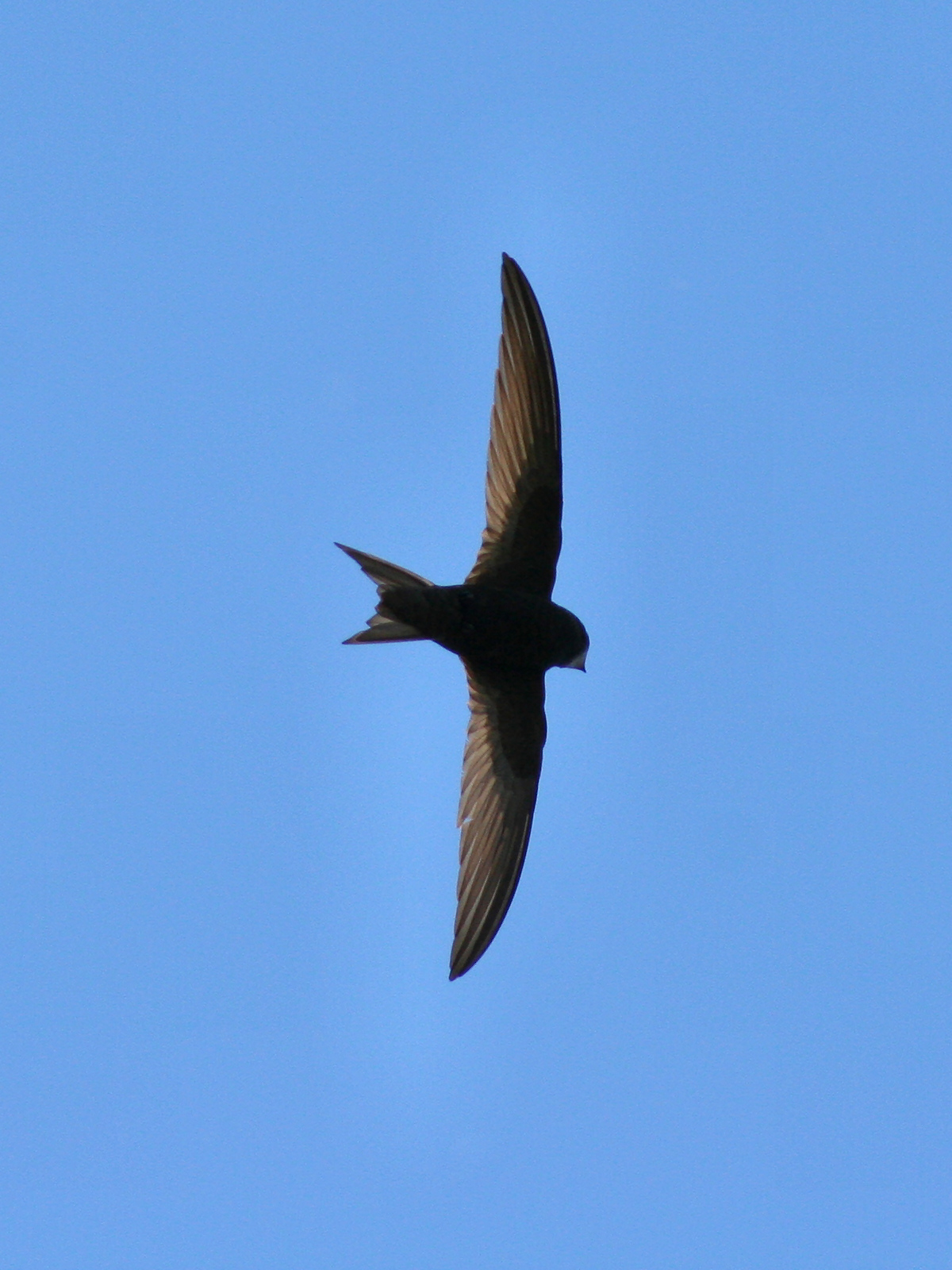
بادخورک معمولی در پرواز

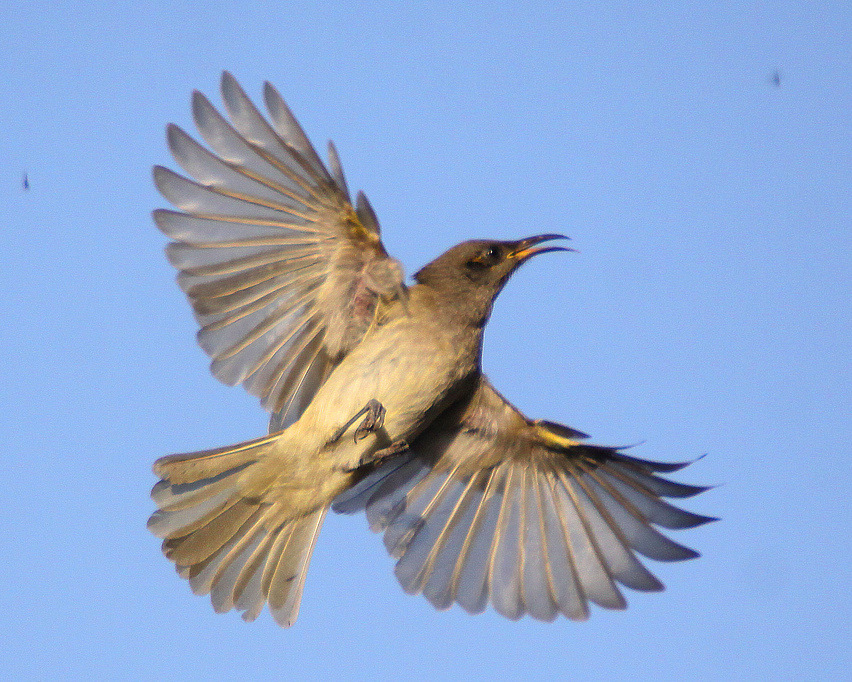
عسل‌خوار قهوه‌ای، در حال شکار هوایی یکی از گروه از روی درخت دم‌اسب درختی